# Dimosia Epichirisi Ilektrismou

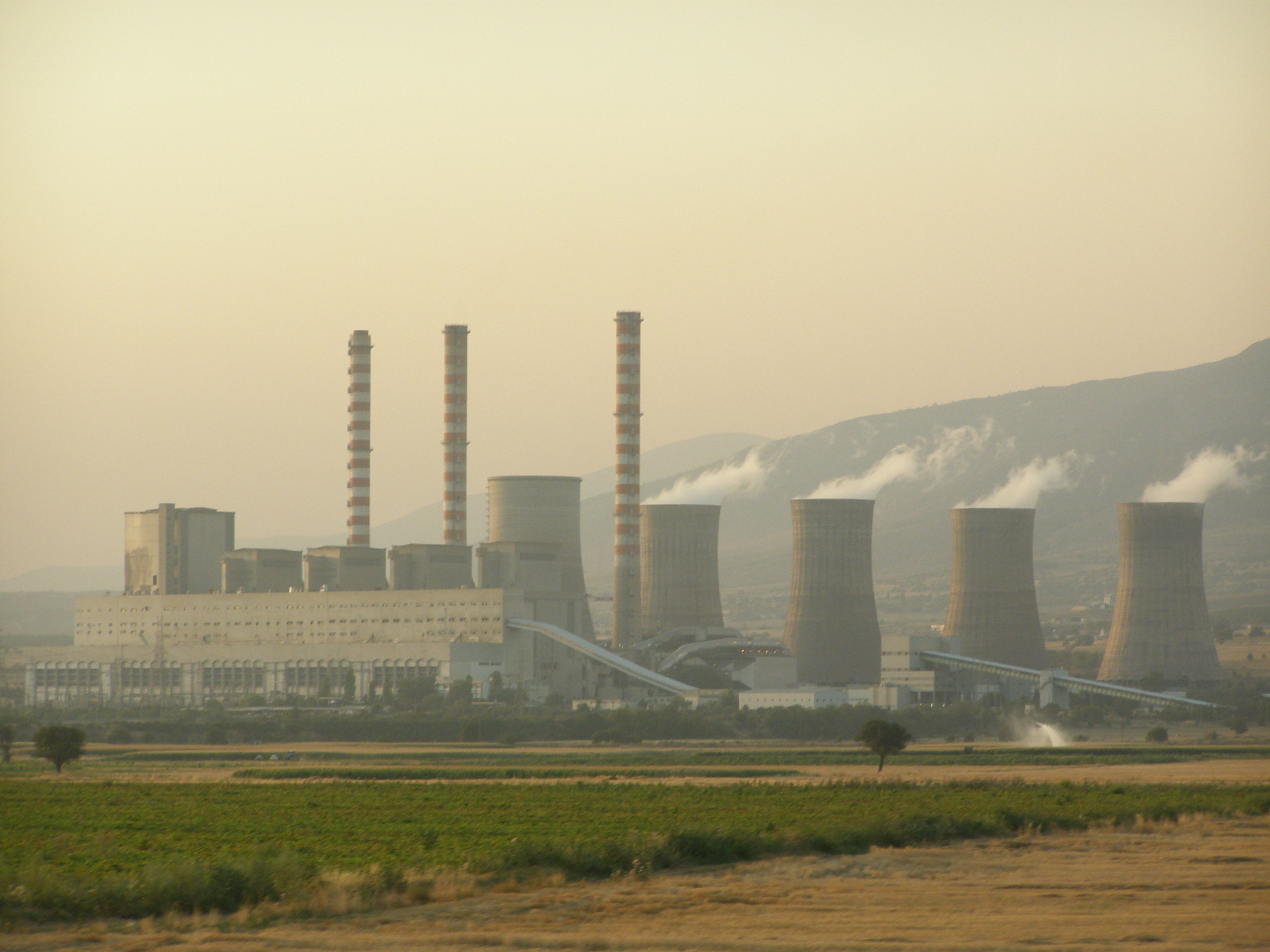
Kraftwerk Agios Dimitrios

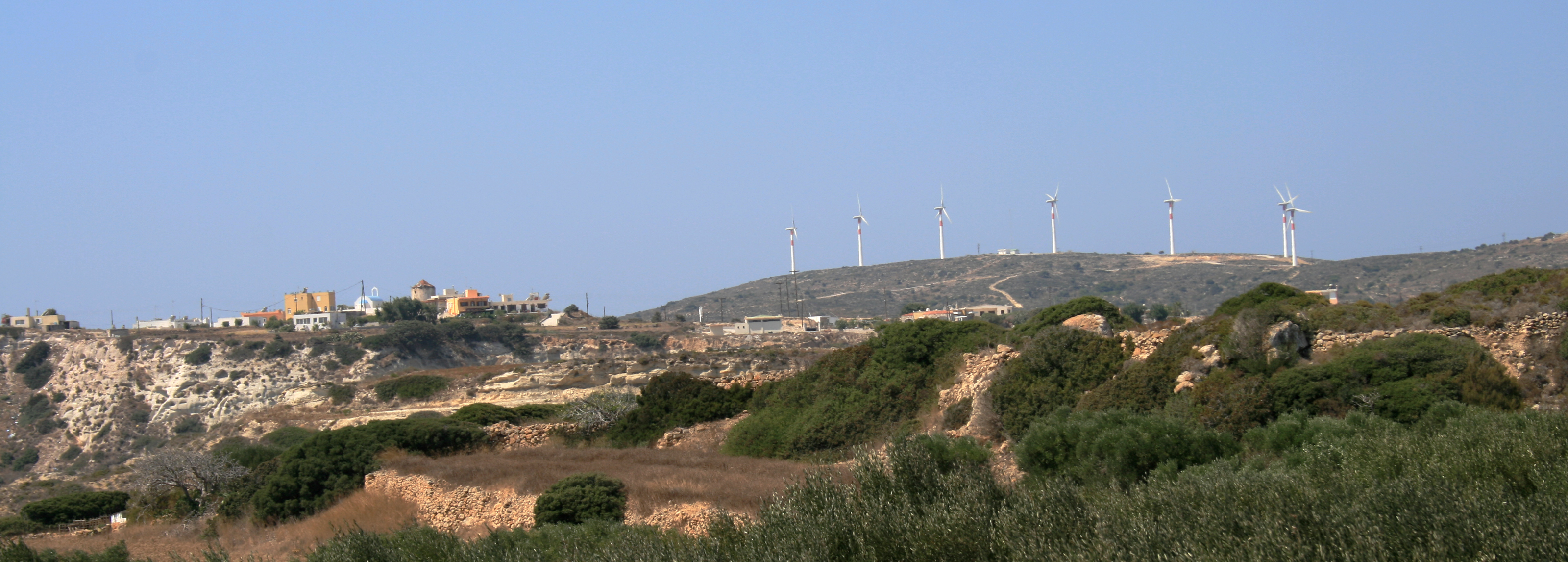
Windkraftanlage auf Kos

Altes Logo bis 2020

Dimosia Epichirisi Ilektrismou (DEI) (griechisch Δημόσια Επιχείρηση Ηλεκτρισμού (ΔΕΗ), deutsch Öffentliches Energie Unternehmen) ist die staatliche Stromgesellschaft und mit 7,4 Millionen Kunden der größte Energieversorger Griechenlands. Das Unternehmen ist im Athex Composite Share Price Index an der Athener Börse gelistet. Die Aktie wird unter dem Namen Public Power Corporation (PPC) gehandelt.

## Privatisierung und Börsengang
Der Energieversorger Dimosia Epichirisi Ilektrismou (DEI) wurde im Jahre 1950 gegründet. Die Deregulierung des griechischen Strommarktes erfolgte im Februar 2001.
Am 1. Januar 2001 wurde sie in eine griechische Aktiengesellschaft S.A. umgewandelt. Der Börsengang an die Athener Börse und an die London Stock Exchange erfolgte am 12. Dezember 2001. Am 1. Dezember 2002 wurden weitere 13,2 Prozent und am 2. Oktober 2003 weitere 15,73 Prozent der Aktien an die Börse gebracht.
Die Aktionärsstruktur zum 30. November 2004:
- 51,12 % Griechischer Staat
- 45,07 % Streubesitz (einschließlich institutionelle Anleger)
- 03,81 % PPC Pensionsfonds

Zur Sanierung des griechischen Staatshaushalts ist geplant, die staatliche Beteiligung auf 34 % zurückzuführen. Die Beschäftigten, die nach einer solchen weiteren Privatisierung Entlassungen befürchten müssen, wehren sich dagegen mit Streiks, die bereits zu zahlreichen kontrollierten mehrstündigen Stromabschaltungen geführt haben.
Im November 2023 übernahm DEI das rumänische Unternehmen Enel Romania.

## Energiequellen
DEI betreibt in ganz Griechenland Kraftwerke. Zumeist handelt es sich um Ölkraftwerke. In Athen betreibt DEI ein mehrere Fußballfelder großes Ölkraftwerk. DEI baut auf sehr windreichen Inseln auch Windkraftwerke.
DEI betreibt zwei große Lignit-Braunkohleminen in Ptolemaida und Megalopolis, an denen auch große Braunkohlekraftwerke betrieben werden. Im Jahre 2007 wurden 63,4 Mio. Tonnen Lignit-Braunkohle abgebaut. Die Braunkohlekraftwerke produzieren ein Drittel der elektrischen Energie in Griechenland.
Mitte 2002 wurde ein Kraftwerk in Komotini mit 485 MW, im Jahr 2003 in Florina mit 330 MW und im Jahr 2006 in Laurion der 5. Block mit 385 MW in Betrieb genommen.
DEI hat am 12. Februar 2009 ein Joint Venture mit dem griechischen Baukonzern Halyvourgiki SA geschlossen, nach dem dieser zwei Kraftwerke mit einer Gesamtleistung von 880 MW errichten soll. PPC hält 49 Prozent am Gemeinschaftsunternehmen.
Erneuerbare Energien tragen erst zwölf Prozent zur Stromerzeugung bei. DEI hat aber das Tochterunternehmen PPC Renewables SA gegründet und setzt verstärkt auf Erneuerbare Energien. Bis 2020 sollen es bereits 40 Prozent sein. Dabei setzt die Regierung vor allem auf Sonnenenergie. Aktuell sind Photovoltaik-Kraftwerke mit einer installierten Leistung von 85 Megawatt am Netz. Bis 2020 sollen es 2200 Megawatt sein. In Ptolemaida ist eines der weltweit größten Solarkraftwerke geplant.
DEI veröffentlicht auf ihren Stromrechnungen für Endkunden die sich im jeweiligen Rechnungszeitraum ergebene Zusammensetzung der zur Stromerzeugung verwendeten Energiequellen. Diese Werte schwanken jeweils leicht pro Abrechnungszeitraum, sind jedoch als Größenordnung zur Einschätzung des gegenwärtigen Energie-Mixes der DEI durchaus aussagekräftig. Die Werte gelten für die gesamte Energieerzeugung der DEI für ganz Griechenland. Die folgende Tabelle illustriert die Entwicklung der Zusammensetzung der Energiequellen für einige ausgewählte Abrechnungszeiträume; es sind jeweils die Durchschnittswerte für einen zwölfmonatigen Zeitraum:
| Nr. | Art                  | Anteil 01/2009 – 12/2009 | Anteil 01/2010 – 12/2010 | Anteil 12/2010 – 11/2011 | Anteil 12/2011 – 11/2012 | Anteil 07/2014 – 08/2014          |
| --- | -------------------- | ------------------------ | ------------------------ | ------------------------ | ------------------------ | --------------------------------- |
| 1   | Braunkohle           | 51,4 %                   | 46,3 %                   | 46,2 %                   | 47,7 %                   | 45,8 %                            |
| 2   | Erdöl                | 11,2 %                   | 08,6 %                   | 08,1 %                   | 08,2 %                   | 0 + 81,8 % (nicht verbunden)      |
| 3   | Erdgas               | 15,8 %                   | 17,5 %                   | 24,8 %                   | 23,9 %                   | 24 %                              |
| 4   | Wasserkraft          | 08,3 %                   | 11,3 %                   | 07,4 %                   | 06,2 %                   | 011,1 %                           |
| 5   | Erneuerbare Energien | 05,9 %                   | 06,6 %                   | 08,1 %                   | 010,6 %                  | 15,0 % + 18,3 % (nicht verbunden) |
| 6   | Kombinationen        | 07,4 %                   | 09,6 %                   | 05,4 %                   | 03,4 %                   | 04,2 %                            |

## Kritik
DEI ist vor allem durch seine Benutzung von Öl- und Kohlekraftwerken in Touristenmetropolen in die Kritik geraten. Sie betreibt die beiden emissionsreichsten Kohlekraftwerke in Europa. Darauf hat DEI mit der Ankündigung reagiert, mehr Windkraftwerke zu bauen und die fossilen Kraftwerke abzuschalten. Das Unternehmen plant aber gleichzeitig den Bau neuer Kohlekraftwerke in den Städten Volos, Kavala und auf der Insel Euböa gemeinsam mit dem deutschen Energiekonzern RWE. Dagegen gab es Proteste.

## Strukturdaten
DEI betreibt 98 Kraftwerke, über 11.750 km Hochspannungsleitungen und ca. 215.000 km Mittel- und Niederspannungsnetze.
PPC betreibt 277 Geschäftsstellen und deckt 99,7 Prozent des Elektrizitätsmarktes in Griechenland ab.
Die Kapazität der DEI-Kraftwerke konnte von 80 MW im Jahr 1950 über 2.578 MW (1970), 5.407 MW (1980) und 8.812 MW (1990) auf 12.760 MW im Jahr 2007 gesteigert werden.

## Finanzdaten
| Bezeichnung     | 2006           | 2007           |
| --------------- | -------------- | -------------- |
| Gesamtumsatz    | 4.787,4 Mio. € | 5.154,2 Mio. € |
| Gewinn (EBITDA) | 739,7 Mio. €   | 818,7 Mio. €   |
| EBITDA Marge    | 15,5 %         | 15,9 %         |
| Nettogewinn     | 22,1 Mio. €    | 222,3 Mio. €   |

## Telekommunikation
Im Dezember 2000 wird der Bereich PPC Telecommunications S.A. gegründet, der Festnetz- und Mobilnetz-Telekommunikations-Lizenzen erwirbt. Mitte 2001 wird eine Kooperation mit dem italienischen Telekommunikationsunternehmen Wind Telecomunicazioni S.p.A. vereinbart. Im Februar 2003 nimmt die Tellas SA ihren Betrieb auf. Am 19. Oktober 2007 werden 50 Prozent plus 1 Aktie der Tellas SA an die Weather Investments verkauft, die sie mit dem griechischen Mobilfunkanbieter Wind Hellas SA zusammen führt.